# 佐藤房吉
佐藤 房吉（さとう ふさきち、1921年1月25日 - 1989年3月26日）は、日本の言語学者、フランス語・文学者、東北大学名誉教授。

## 来歴
仙台市生まれ。東京外国語大学仏語科卒業。東北大学教養部教授を経て筑波大学教授、1984年定年退官。1969年「現代フランス語における接続法の法的価値に関する理論的研究」で東北大文学博士。専門はフランス語学で教科書も多数執筆したほか、多くの翻訳を残し、『家なき子』を初めて完訳した。

## 単著
- 『基礎単語の使いかた 表現をやさしくするフランス語』評論社 1968
- 『現代フランス語接続法 その法的価値に関する理論的研究』第三書房 1970
- 『標準フランス語入門』白水社 1978
- 『フランス基本熟語集』白水社 1986
- 『フランス語動詞論』白水社 1990

### 編著・共編著
- 『基準ふらんす文典』篠田俊蔵共著 第三書房 1955
- 『フランス文法小辞典』大木健共著 駿河台出版社 1963
- 『初級講座現代フランス語』篠田俊蔵共著 第三書房 1963
- 『実用初等フランス語』大木健,泉田武二共著 白水社 1964
- 『フランス語初級文法の仕上げ』篠田俊蔵共著 第三書房 1965
- 『フランス文法表』大木健,泉田武二共著 白水社 1966
- 『フランス語研究 中級篇』山本有幸共著 朝日出版社 1969
- 『こんなときフランス語でどういうか』評論社 1969
- 『やさしいフランス語会話』山本有幸共著 評論社 1969
- 『フランス会話読本 ルイの日本旅行』G.マルツェル共著 評論社 1973
- 『教養フランス語講座』大木健,山本有幸共著 朝日出版 1975
- 『フランス基本熟語辞典』大木健,泉田武二共著 白水社 1976

### 翻訳
- アンドレ・ペラン『父』泉田武二共訳 東都書房 1957
- シモンヌ・ジャクマール『霧笛』泉田武二共訳 東都書房 1958
- アリックス・デュニヤンヴィル『スチュワーデスの日記 機上にて』泉田武二共訳 法政大学出版局 1960
- ウィリアム・N.ロック『科学者のためのフランス語』大木健、泉田武二共訳 評論社 1966
- エクトル・マロー『家なき子』評論社　1971 のちちくま文庫
- マルセル・パニョル『少年時代』全4巻 評論社 1974-1978 のち文庫
- J.C.アルメン『砂漠の野生児 サハラのカモシカ少年』評論社 1975
- マルセル・パニョル『『鉄仮面』の秘密』評論社 1976
- 『カラー版世界の文豪叢書 4 ヴォルテール』 評論社 1976
- 『人物透視 上 現代フランスの個性は語る ジャック・シャンセル対談集』和泉涼一共訳 評論社 1981
- インディラ・ガンディー『私の真実 自伝的回想』評論社 1981
- マルセル・パニョル『愛と宿命の泉』part 1-2  評論社 1988